# Grand Prix-wegrace van Joegoslavië 1979
De Grand Prix-wegrace van Joegoslavië 1979 was de zesde race van wereldkampioenschap wegrace in het seizoen 1979. De race werd verreden op 17 juni 1979 op het Automotodrom Grobnik bij Rijeka. 

## Algemeen
De trainingen in Joegoslavië werden gehinderd door regen. Dat was vooral een probleem voor de Suzuki-coureurs, die volop aan het experimenteren sloegen met frames, voor- en achtervorken. Het gevolg was dat Wil Hartog zijn verlaagde motorfiets niet kon testen en in de race problemen kreeg door te weinig grondspeling. Bovendien reed de 500cc-klasse hier voor het eerst. Een aantal coureurs ging geblesseerd van start: Jon Ekerold met twee gebroken sleutelbeenderen, Ricardo Tormo met een gebroken vinger, Carlos Lavado was nog herstellende van een beenbreuk en Christian Sarron was nog niet fit na een val in de Formule 750 race op Brands Hatch. 

### Paspoorten
Zoals ook in eerdere jaren moesten personen met een Zuid-Afrikaans of Rhodesisch paspoort een visum voor Joegoslavië aanvragen vanwege de apartheidspolitiek. Jon Ekerold had ook nog een Noors paspoort en Kork Ballington een Brits, maar Alan North, Trevor Tilbury en Nobby Clark (beide monteurs van Kenny Roberts) en Kork Ballington's vrouw Bronwyn kregen geen visum. 

## 500 cc
Johnny Cecotto was weer voldoende hersteld van zijn knieblessure (opgelopen in april in Oostenrijk), maar Yamaha zette ook Christian Sarron en de Japanner Ikujiro Takaï in om Kenny Roberts te ondersteunen. Roberts had die steun echter helemaal niet nodig. Hij reed naar poleposition, reed de snelste ronde en liep al in het begin van de race ver weg van de concurrentie. Hij had Kel Carruthers als chef-monteur en de Goodyear banden die niemand anders had. Bovendien hadden juist de fabrieksrijders van Suzuki problemen die de privérijders niet kenden: de stuureigenschappen van de Suzuki RG 500's van Barry Sheene, Virginio Ferrari en Wil Hartog waren onder de maat en Barry Sheene monteerde zijn blok zelfs in een frame uit 1976. Hij viel echter al vroeg in de race uit doordat een steen, opgeworpen door de band van Marco Lucchinelli, precies op de twee schroeven die nog in zijn knie zaten terechtkwam. Wil Hartog gebruikte ook een oud frame, maar experimenteerde met de voor- en achterwielophanging waardoor hij een tekort aan grondspeling had. Hartog werd toch nog vierde, achter Ferrari en Franco Uncini. Hartog had vanaf de zesde startrij weer zijn gebruikelijke snelle start gehad en had even aan de leiding gereden. 

### Uitslag 500 cc
| Pos | Coureur               | Merk       | Tijd             | Punten           |
| --- | --------------------- | ---------- | ---------------- | ---------------- |
| 1   | Kenny Roberts         | Yamaha     | 51' 27" 28       | 15               |
| 2   | Virginio Ferrari      | Suzuki     | +3" 42           | 12               |
| 3   | Franco Uncini         | Suzuki     | +42" 44          | 10               |
| 4   | Wil Hartog            | Suzuki     | +42" 58          | 8                |
| 5   | Boet van Dulmen       | Suzuki     | +47" 03          | 6                |
| 6   | Michel Rougerie       | Suzuki     | +1 ronde         | 5                |
| 7   | Christian Sarron      | Yamaha     | +1 ronde         | 4                |
| 8   | Carlo Perugini        | Suzuki     | +1 ronde         | 3                |
| 9   | Steve Parrish         | Suzuki     | +1 ronde         | 2                |
| 10  | Max Wiener            | Suzuki     | +1 ronde         | 1                |
| 11  | Franck Gross          | Suzuki     | +1 ronde         |                  |
| 12  | Seppo Rossi           | Suzuki     | +1 ronde         |                  |
| 13  | Willem Zoet           | Suzuki     | +1 ronde         |                  |
| 14  | Peter Sjöström        | Suzuki     | +1 ronde         |                  |
| 15  | Giovanni Pelletier    | Suzuki     | +2 ronden        |                  |
| 16  | Raffaele Pasqual      | Suzuki     | +2 ronden        |                  |
| 17  | Dennis Ireland        | Suzuki     | +2 ronden        |                  |
| 18  | Sergio Pellandini     | Suzuki     | +2 ronden        |                  |
| 19  | Didier de Radiguès    | Suzuki     | +2 ronden        |                  |
| 20  | Jochen Schmid         | Suzuki     | +3 ronden        |                  |
| 21  | Carlos de San Antonio | Suzuki     | +3 ronden        |                  |
| DNF | Gianni Rolando        | Suzuki     | brandstoflekkage | brandstoflekkage |
| DNF | Johnny Cecotto        | Yamaha     |                  |                  |
| DNF | Ikujiro Takaï         | Yamaha     |                  |                  |
| DNF | Pierluigi Rimoldi     | Paton      | motor            |                  |
| DNF | Marco Lucchinelli     | Suzuki     |                  |                  |
| DNF | Jack Middelburg       | Suzuki     | motor            |                  |
| DNF | Philippe Coulon       | Suzuki     | motor            |                  |
| DNF | Werner Nenning        | Suzuki     | motor            |                  |
| DNF | Graziano Rossi        | Morbidelli | val              |                  |
| DNF | Carlo Prati           | Suzuki     | motor            |                  |
| DNF | Barry Sheene          | Suzuki     | ongeval          |                  |
| DNF | Børge Nielsen         | Suzuki     | motor            |                  |
| DNS | Antonio García        | Suzuki     |                  |                  |

## 350 cc
Het feit dat Jon Ekerold in Joegoslavië mocht starten met twee gebroken sleutelbeenderen zette vraagtekens bij de medische keuring. Er ontstond een kopgroep van vijf man, waaronder Ekerold, maar al snel wisten de Kawasaki-rijders Gregg Hansford en Kork Ballington zich los te maken. Zij vochten om de leiding tot Hansford door een gebroken drijfstang uitviel. Achter hen vond een flink gevecht plaats tussen Sadao Asami, Jon Ekerold, Christian Estrosi, Patrick Fernandez, Michel Frutschi, Roland Freymond, Richard Hubin,  Toni Mang, Pekka Nurmi en Max Wiener. Nurmi en Asami braken los uit deze groep en Nurmi werd net voor Asami tweede. Ekerold werd bijna vierde, maar viel net voor de finish hard waarbij hij een van de platen in zijn schouder verboog en een been brak. 

### Uitslag 350 cc
| Pos | Coureur            | Merk          | Tijd                | Punten              |
| --- | ------------------ | ------------- | ------------------- | ------------------- |
| 1   | Kork Ballington    | Kawasaki      | 49' 09" 08          | 15                  |
| 2   | Pekka Nurmi        | Yamaha        | +47" 76             | 12                  |
| 3   | Sadao Asami        | Yamaha        | +48" 16             | 10                  |
| 4   | Patrick Fernandez  | Yamaha        | +51" 77             | 8                   |
| 5   | Richard Hubin      | Yamaha        | +51" 92             | 6                   |
| 6   | Toni Mang          | Kawasaki      | +52" 07             | 5                   |
| 7   | Roland Freymond    | Yamaha        | +52" 28             | 4                   |
| 8   | Michel Frutschi    | Yamaha        | +1' 11" 73          | 3                   |
| 9   | Patrick Pons       | Yamaha        | +1' 38" 85          | 2                   |
| 10  | Gianfranco Bonera  | Yamaha        | +1 ronde            | 1                   |
| 11  | Reinhold Roth      | Yamaha        | +1 ronde            |                     |
| 12  | Olivier Chevallier | Yamaha        | +1 ronde            |                     |
| 13  | Eero Hyvärinen     | Yamaha        | +1 ronde            |                     |
| 14  | Michel Rougerie    | Bimota-Yamaha | +1 ronde            |                     |
| 15  | Yoshimi Matsumoto  | Yamaha        | +1 ronde            |                     |
| 16  | Carlos Lavado      | Yamaha        | +2 ronden           |                     |
| DNF | Gregg Hansford     | Kawasaki      | gebroken drijfstang | gebroken drijfstang |
| DNF | Walter Villa       | Yamaha        |                     |                     |
| DNF | Christian Estrosi  | Kawasaki      |                     |                     |
| DNF | Eric Saul          | Yamaha        |                     |                     |
| DNF | Paolo Pileri       | Yamaha        |                     |                     |
| DNF | Edi Stöllinger     | Kawasaki      |                     |                     |
| DNF | Albert Debony      | Yamaha        |                     |                     |
| DNF | Walter Migliorati  | Yamaha        |                     |                     |
| DNF | Adelio Faccioli    | Yamaha        |                     |                     |
| DNF | Randy Mamola       | Yamaha        |                     |                     |
| DNF | Jon Ekerold        | Yamaha        | val na vastloper    | val na vastloper    |
| DNF | Franco Solaroli    | Yamaha        |                     |                     |
| DNF | Max Wiener         | Yamaha        |                     |                     |
| DNF | Vic Soussan        | Yamaha        |                     |                     |
| DNF | Pentti Korhonen    | Yamaha        |                     |                     |
| DNF | Grunwald Harfmann  | Yamaha        |                     |                     |
| DNF | Etienne Geeraerdt  | Yamaha        |                     |                     |
| DNF | Vladimir Hegel     | Yamaha        |                     |                     |
| DNF | Ernst Fagerer      | Yamaha        |                     |                     |
| DNF | Michael Schmidt    | Yamaha        |                     |                     |

## 250 cc
Morbidelli had eindelijk een goed frame voor Graziano Rossi ontwikkeld en in de 250 cc race wist die daarmee de concurrentie op achterstand te rijden. Gregg Hansford volgde hem aanvankelijk alleen, maar werd bijgehaald door een groep met Kork Ballington, Patrick Fernandez, Toni Mang, Edi Stöllinger, Christian Estrosi en Richard Hubin. Tegen het einde van de race wist Hansford toch weer wat weg te lopen van deze groep, terwijl Ballington problemen kreeg met zijn voorband en Mang met zijn versnellingsbak.

### Uitslag 250 cc
| Pos | Coureur             | Merk       | Tijd       | Punten |
| --- | ------------------- | ---------- | ---------- | ------ |
| 1   | Graziano Rossi      | Morbidelli | 45' 23" 93 | 15     |
| 2   | Gregg Hansford      | Kawasaki   | +5" 68     | 12     |
| 3   | Patrick Fernandez   | Yamaha     | +11" 11    | 10     |
| 4   | Kork Ballington     | Kawasaki   | +13" 30    | 8      |
| 5   | Edi Stöllinger      | Kawasaki   | +27" 72    | 6      |
| 6   | Toni Mang           | Kawasaki   | +33" 39    | 5      |
| 7   | Christian Estrosi   | Kawasaki   | +37" 69    | 4      |
| 8   | Richard Hubin       | Yamaha     | +47" 22    | 3      |
| 9   | Eric Saul           | Adriatica  | +53" 97    | 2      |
| 10  | Randy Mamola        | Yamaha     | +55" 14    | 1      |
| 11  | Walter Villa        | Yamaha     | +55" 81    |        |
| 12  | René Delaby         | Yamaha     | +1' 28" 28 |        |
| 13  | Jean-François Baldé | Kawasaki   | +1' 28" 42 |        |
| 14  | Olivier Chevallier  | Yamaha     | +1' 35" 42 |        |
| 15  | Thierry Espié       | Yamaha     | +1 ronde   |        |
| 16  | Reino Eskelinen     | Yamaha     | +1 ronde   |        |
| 17  | Reinhold Roth       | Yamaha     | +1 ronde   |        |
| 18  | Marijan Kosic       | Yamaha     | +2 ronden  |        |
| 19  | Vuk Tomanovic       | Yamaha     | +3 ronden  |        |
| DNF | Sadao Asami         | Yamaha     |            |        |
| DNF | Roland Freymond     | Yamaha     |            |        |
| DNF | Pentti Korhonen     | Yamaha     |            |        |
| DNF | Jean-Marc Toffolo   | Armstrong  |            |        |
| DNF | Paolo Pileri        | Yamaha     |            |        |
| DNF | Vic Soussan         | Yamaha     |            |        |
| DNF | Grunwald Harfmann   | Yamaha     |            |        |
| DNF | Rudolf Weiss        | Yamaha     |            |        |
| DNF | Johann Gasser       | Kawasaki   |            |        |
| DNF | Igor Akrapovič      | Yamaha     |            |        |
| DNF | Etienne Geeraerdt   | Yamaha     |            |        |
| DNF | Peter Baláž         | Yamaha     |            |        |

## 125 cc
Het scenario van Imola herhaalde zich in Rijeka: Ángel Nieto en Thierry Espié vochten tot de laatste meters om de winst. In de laatste ronde reed Espié nog aan de leiding, maar Nieto passeerde hem als slipstreamend en won nipt. De vraag was wel of Nieto echt moeite had om te winnen of dat hij minder hard reed dan hij zou kunnen om er een show van te maken.

### Uitslag 125 cc
| Pos | Coureur                      | Merk       | Tijd       | Punten |
| --- | ---------------------------- | ---------- | ---------- | ------ |
| 1   | Ángel Nieto                  | Minarelli  | 44' 30" 91 | 15     |
| 2   | Thierry Espié                | Motobécane | +0" 15     | 12     |
| 3   | Stefan Dörflinger            | Morbidelli | +10" 94    | 10     |
| 4   | August Auinger               | Morbidelli | +25" 79    | 8      |
| 5   | Bruno Kneubühler             | MBA        | +40" 22    | 6      |
| 6   | Matti Kinnunen               | MBA        | +47" 85    | 5      |
| 7   | Pier Paolo Bianchi           | Minarelli  | +1' 02" 83 | 4      |
| 8   | Peter Looijesteijn           | MBA        | +1' 08" 88 | 3      |
| 9   | Per-Edvard Carlsson          | MBA        | +1' 15" 46 | 2      |
| 10  | Fernando González De Nicolás | Morbidelli | +1' 16" 94 | 1      |
| 11  | Patrick Hérouard             | Morbidelli | +1' 19" 21 |        |
| 12  | Marcelino García             | Morbidelli | +1' 35" 23 |        |
| 13  | Ernst Fagerer                | MBA        | +1' 46" 77 |        |
| 14  | Rolf Blatter                 | Morbidelli | +1' 48" 52 |        |
| 15  | Maurizio Musco               | Morbidelli | +1 ronde   |        |
| 16  | Clive Horton                 | Morbidelli | +1 ronde   |        |
| 17  | Peter Baláž                  | Morbidelli | +2 ronden  |        |
| 18  | Boris Bajc                   | MBA        | +2 ronden  |        |
| 19  | Branko Belavic               | Morbidelli | +2 ronden  |        |
| 20  | Wolfgang Glawaty             | MBA        | +3 ronden  |        |
| DNF | Ricardo Tormo                | Bultaco    | val        |        |
| DNF | Maurizio Massimiani          | MBA        |            |        |
| DNF | Eugenio Lazzarini            | Morbidelli |            |        |
| DNF | Hans Müller                  | MBA        |            |        |
| DNF | Jean-Louis Guignabodet       | Morbidelli |            |        |
| DNF | Daniele Dall'Olio            | Morbidelli |            |        |
| DNF | Patrick Plisson              | Morbidelli |            |        |
| DNF | Italo Zerbini                | MBA        |            |        |
| DNF | Harald Bartol                | Morbidelli |            |        |
| DNF | Luigi Rinaudo                | MBA        |            |        |
| DNF | Alojz Pavlic                 | MBA        |            |        |
| DNF | Enrico Cereda                | Morbidelli |            |        |

## 50 cc
Ricardo Tormo had nog geen punten gescoord en in Joegoslavië leek het weer fout te gaan toen hij al in de eerste ronde viel door een fout van een andere rijder. Hij had al ruim een ronde achterstand toen hij de race kon hervatten, maar hij werd toch nog vijfde. Eugenio Lazzarini startte slecht, maar won alsnog, nadat koploper Stefan Dörflinger gevallen was. Peter Looijesteijn volgde Lazzarini nog een tijdje, maar viel ook. 

### Uitslag 50 cc
| Pos | Coureur            | Merk              | Tijd       | Punten |
| --- | ------------------ | ----------------- | ---------- | ------ |
| 1   | Eugenio Lazzarini  | Van Veen-Kreidler | 38' 54" 57 | 15     |
| 2   | Rolf Blatter       | Kreidler          | +5" 95     | 12     |
| 3   | Hagen Klein        | Hess Spezial      | +24" 66    | 10     |
| 4   | Gerhard Waibel     | Kreidler          | +1' 04" 38 | 8      |
| 5   | Ricardo Tormo      | Bultaco           | +1' 47" 94 | 6      |
| 6   | Joaquín Galí       | Bultaco           | +2' 00" 70 | 5      |
| 7   | Jacky Hutteau      | ABF               | +1 ronde   | 4      |
| 8   | Peter Verbič       | Kreidler          | +1 ronde   | 3      |
| 9   | Claudio Granata    | UFO               | +1 ronde   | 2      |
| 10  | Gerhard Singer     | Kreidler          | +1 ronde   | 1      |
| 11  | Theo Timmer        | Bultaco           | +1 ronde   |        |
| 12  | Otto Machinek      | Kreidler          | +1 ronde   |        |
| 13  | Enrico Cereda      | UFO               | +1 ronde   |        |
| 14  | Paolo Priori       | Derbi             | +1 ronde   |        |
| 15  | Hans-Jürgen Hummel | Kreidler          | +1 ronde   |        |
| 16  | Miklos Bojan       | Kreidler          | +1 ronde   |        |
| 17  | Bruno Di Carlo     | Kreidler          | +2 ronden  |        |
| DNF | Stefan Dörflinger  | Kreidler          | val        |        |
| DNF | Patrick Plisson    | ABF               |            |        |
| DNF | Wolfgang Müller    | Kreidler          |            |        |
| DNF | Peter Looijesteijn | Kreidler          | val        |        |
| DNF | Claudio Lusuardi   | Bultaco           |            |        |
| DNF | Aldo Pero          | Kreidler          |            |        |
| DNF | Ingo Emmerich      | Kreidler          |            |        |
| DNF | Reiner Scheidhauer | Kreidler          |            |        |
| DNF | Luciano Spinello   | Kreidler          |            |        |
| DNF | Luigi Rinaudo      | Tomos             |            |        |
| DNF | Kasimir Rapczynski | Kreidler          |            |        |
| DNF | Rudolf Kunz        | Kreidler          |            |        |
| DNF | Günter Schirnhofer | Kreidler          |            |        |
| DNF | Guido Mancini      | Kreidler          |            |        |
| DNF | Reiner Koster      | Malanca           |            |        |
| DNF | Darko Keletic      | Tomos             |            |        |
| DNF | Fabrizio Frollani  | Kreidler          |            |        |
| DNF | Stefan Danielsson  | Kreidler          |            |        |
| DNF | Vilko Sever        | Kreidler          |            |        |

1972 · 1973 · 1974 · 1975 · 1976 · 1977 · 1978 · 1979 · 1980 · 1981 · 1982 · 1983 · 1984 · 1985 · 1986 · 1987 · 1988 · 1989 · 1990